# Ale de Boer
Ale de Boer (Roodkerk, 28 augustus 1987) is een Nederlands voetballer die als verdediger speelt. 
Hij speelde in de jeugdteams van TTBC en SC Cambuur-Leeuwarden. De Boer maakt sinds 2006 deel uit van de selectie van SC Cambuur-Leeuwarden maar brak in het seizoen 2008/2009 pas door. In het seizoen 2010/2011 speelde hij in de topklasse bij Harkemase Boys nadat zijn contract bij SC Cambuur niet werd verlengd. Sinds 2011 komt hij uit voor ONS Sneek.

## Carrière
| Seizoen | Club                  | Wedstrijden | Doelpunten | Competitie         |
| ------- | --------------------- | ----------- | ---------- | ------------------ |
| 2006/07 | SC Cambuur            | 0           | 0          | Eerste Divisie     |
| 2007/08 | SC Cambuur            | 0           | 0          | Eerste Divisie     |
| 2008/09 | SC Cambuur            | 11          | 0          | Eerste Divisie     |
| 2009/10 | SC Cambuur-Leeuwarden | ?           | ?          | Eerste Divisie     |
| 2010/11 | Harkemase Boys        | ?           | ?          | Topklasse zaterdag |
| Totaal  |                       | 11          | 0          |                    |